# As Time Goes By (musikalbum av Bryan Ferry)
As Time Goes By är det tionde studioalbumet av den brittiske sångaren och låtskrivaren Bryan Ferry, utgivet 25 oktober 1999. Albumet utgörs av Ferrys tolkningar av jazzstandarder. As Time Goes By nådde plats 16 på den brittiska albumlistan, samt fick guldcertifikat i Storbritannien med över 100 000 sålda exemplar. Albumet fick även guldcertifikat i Nya Zeeland, samt platinacertifikat i Argentina.
Låten As Time Goes By från albumet släpptes som en singel. Även I'm in the Mood for Love släpptes som singel, dock enbart i Frankrike.

## Låtlista
| Nr           | Titel                                 | Kompositör                                   | Längd |
| ------------ | ------------------------------------- | -------------------------------------------- | ----- |
| 1.           | As Time Goes By                       | Herman Hupfeld                               | 2:35  |
| 2.           | The Way You Look Tonight              | Jerome Kern, Dorothy Fields                  | 3:33  |
| 3.           | Easy Living                           | Ralph Rainger, Leo Robin                     | 2:14  |
| 4.           | I'm in the Mood for Love              | Jimmy McHugh, Dorothy Fields                 | 4:20  |
| 5.           | Where or When                         | Richard Rodgers, Lorenz Hart                 | 3:20  |
| 6.           | When Somebody Thinks You're Wonderful | Harry Woods                                  | 3:00  |
| 7.           | Sweet and Lovely                      | Charles Daniels, Gus Arnheim, Harry Tobias   | 3:10  |
| 8.           | Miss Otis Regrets                     | Cole Porter                                  | 2:44  |
| 9.           | Time on My Hands                      | Vincent Youmans, Harold Adamson, Mack Gordon | 3:01  |
| 10.          | Lover, Come Back to Me                | Sigmund Romberg, Oscar Hammerstein           | 2:51  |
| 11.          | Falling in Love Again                 | Friedrich Hollaender, Sammy Lerner           | 2:27  |
| 12.          | Love Me or Leave Me                   | Walter Donaldson, Gus Kahn                   | 2:42  |
| 13.          | You Do Something to Me                | Cole Porter                                  | 2:46  |
| 14.          | Just One of Those Things              | Cole Porter                                  | 2:44  |
| 15.          | September Song                        | Kurt Weill, Maxwell Anderson                 | 3:00  |
| Total längd: | Total längd:                          | Total längd:                                 | 44:30 |

## Medverkande
- Bryan Ferry – sång, synthesizer, arrangering
- Phil Manzanera – gitarr
- Alan Barnes – klarinett, tenorsaxofon
- Nicholas Bucknail – klarinett
- Wilfred Gibson – violin
- Bob Hunt – trombon
- Chris Laurence – elbas
- Andy Newmark – trummor
- Anthony Pleeth – cello
- Frank Ricotti – slagverk
- John Sutton – trummor
- Enrico Tomasso – trumpet
- Hugh Webb – harpa
- Gavyn Wright – violin
- Peter Lale – viola
- Boguslaw Kostecki – violin
- Jose Libertella – bandoneon
- Luis Stazo – bandoneon
- Paul Clarvis – trummor
- Philip Dukes – viola
- Colin Good – piano, dirigering, arrangering
- Anthony Pike – klarinett
- Jim Tomlinson – klarinett, altsaxofon
- Richard Jeffries – elbas
- Malcolm Earle Smith – trombon
- Abraham Leborovich – violin
- James Sanger – programmering
- Robert Fowler – klarinett
- Martin Wheatley – banjo
- Timothy Lines – klarinett
- David White – klarinett
- Nils Solberg – gitarr
- David Woodcock – violin
- Cynthia Millar – ondes Martenot

Tekniskt
- Robin Trower – assisterande producent
- Mark Tucker – tekniker
- Steve Pelluet, Chris Dibble, Sven Taits – assisterande tekniker
- Bryan Ferry, Nick de Ville – art direction
- Bogdan Zarkowski – konst
- Mike Owen – fotografi